# Унабом
«Унабом» — предстоящий американский биографический триллер, основанный на жизни террориста Теда Качинского, известного как «Унабомбер». Главные роли в фильме исполнили Джейкоб Трамбле, Рассел Кроу, Шейлин Вудли и Аннабель Уоллис. Режиссёром фильма стал Янус Мец.
Премьера состоится на Netflix.

## Сюжет
Фильм основан на реальных событиях. Netflix описывает фильм как попытку показать превращение Теда Качинского из гарвардского вундеркинда в печально известного «Унабомбера». По словам режиссёра фильма Януса Меца, «УНАБОМ» — это история о молодом человеке, который чувствует себя всё более бесправным в обществе и решает прибегнуть к насилию как средству мести".

## В ролях
- Джейкоб Трамбле — Тед Качинский
- Рассел Кроу — Генри Мюррей
- Шейлин Вудли — Джоан Миллер
- Аннабель Уоллис

## Производство
В июне 2025 года стало известно, что компании Netflix и MRC приступают к работе над фильмом, основанным на жизни Теда Качински, которого сыграет Джейкоб Трамбле. В актёрский состав также вошли Рассел Кроу, Шейлин Вудли и Аннабель Уоллис. Режиссёром выступил Янус Метц. Сценарий к фильму написали Сэм Чалсен и Нельсон Гривз.